# Archaeoraptor
Archaeoraptor est le nom générique informellement donné en 1999 à un fossile venant de Chine dans un article publié dans le magazine National Geographic. L'article du magazine indiquait que le fossile était une forme transitionnelle entre les oiseaux et les dinosaures théropodes terrestres. Il s'agit en fait d'un faux, réunissant deux fossiles différents.

## Présentation

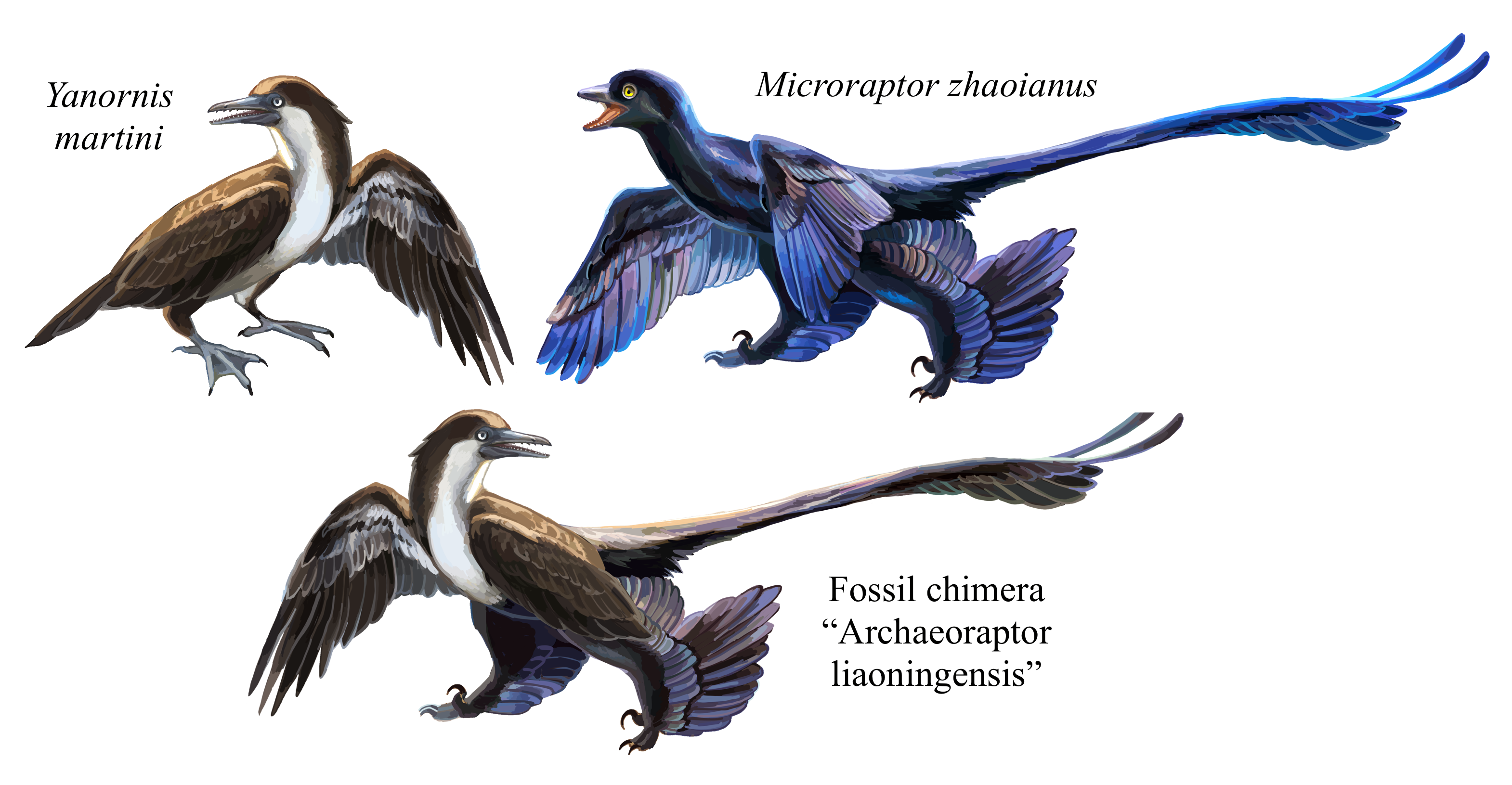
AUne reconstruction hypothétique de « Archaeoraptor » et de ses constituants connus, Yanornis et Microraptor

Avant même la publication de l'article dans le National Geographic dans son édition numéro 196 de novembre 1999, de sérieux doutes avaient été émis concernant l'authenticité du fossile. Un scandale éclata quand des études scientifiques complémentaires apportèrent la preuve que le fossile était un faux. Le faux associait des éléments issus de vrais fossiles de différentes espèces. Zhou et al. montrèrent que la tête et la partie supérieure du corps appartenaient en réalité à un spécimen fossile de l'oiseau primitif Yanornis,. Le National Geographic décide alors de réaliser une contre-enquête via Lewis M. Simons, un journaliste indépendant. Le magazine la publie en octobre 2000 et donne les détails de l'escroquerie.
Une étude parue en 2002 montra que la queue appartenait à un petit Dromaeosauridae ailé, Microraptor, décrit en 2000. Les pattes et les pieds appartenaient à un animal jusqu'alors inconnu,.
Le scandale de l'Archaeoraptor a eu des conséquences importantes. Il attira l'attention sur le marché illégal des fossiles en Chine. Il mit aussi en lumière la nécessité de soumettre à des études scientifiques les chaînons manquants supposés publiés dans des revues ne bénéficiant pas du processus d'évaluation par les pairs. Le scandale a été utilisé par les créationnistes pour mettre en doute la théorie de l'évolution,. 
Bien que l'Archaeoraptor soit un faux, de nombreux exemples de vrais dinosaures à plumes ont été mis au jour et démontrent les relations évolutives entre les oiseaux et les autres théropodes,.